# GOLD SYMPHONY
『GOLD SYMPHONY』（ゴールド・シンフォニー）は、2014年10月1日にavex traxから発売されたAAAの9枚目のオリジナルアルバム。

## 概要
- 前作『Eighth Wonder』より約1年ぶりとなるAAA9枚目のオリジナルアルバム。
- ジャケットA、B、Cの3形態で発売。mu-moショップ限定盤は発売されない。
- 初回限定封入特典（3形態共通）には、8種中1種のトレーディングカードが封入される。
- 新曲5曲を含む全11曲で構成されている。
  - 2014年9月17日に発売されたシングル『さよならの前に』はこのオリジナルアルバムの先行シングルであり、「さよならの前に」は10曲目に収められている。また、カップリング曲である「Next Stage」も収録された。先行シングルのカップリング曲がアルバムに収録されたのは、『旅ダチノウタ』の「Mosaic」「a piece of my word」以来５作ぶり。[2]
- 収録曲は30曲ぐらいあった候補の中からメンバーとスタッフを交えて選曲された[3]。
- 収録されているミュージック・ビデオの平均再生回数が5,385万回で、AAAのオリジナルアルバムで1位。[4]
- このアルバムを引っ提げて「AAA ARENA TOUR 2014 -Gold Symphony-」を行った。

## 発売形態

### 発売形態表
| 販売型         | Disc                       | 収録簡易内容                                             | 備考 |
| -------------- | -------------------------- | -------------------------------------------------------- | ---- |
| 初回限定生産盤 | CD+DVD+コースター7種セット | CD:M1〜M11 DVD:Music Clip & Music Clip Making & Offshoot |      |
| 通常盤         | CD+DVD                     | CD:M1〜M11 DVD:Music Clip & Music Clip Making & Offshoot |      |
| 通常盤         | CD                         | CD:M1〜M11                                               |      |

## 備考
- 以上3形態の販売。
- 40枚目のシングル『SHOW TIME』の表題曲は収録されていないが、カップリング曲の「CIRCLE」は収録されている。

## 収録曲

### CD
1. Intro -GOLD SYMPHONY-  (2:30)
（作曲・編曲：ats-）
インスト曲。
2. Next Stage (4:16)
（作詞：leonn / Rap詞：Mitsuhiro Hidaka / 作曲：Kenji Kabashima・Sugaya Bros. / 編曲：佐藤あつし）
42ndシングルのカップリング曲。
3. SHOUT & SHAKE (4:03)
（作詞：沢口千恵 / Rap詞：Mitsuhiro Hidaka / 作曲：M.I, Kohei Yokono/ 編曲：DJ Another）
新録曲。
4. CIRCLE (4:52)
（作詞：Kenn Kato / Rap詞：Mitsuhiro Hidaka / 作曲：Elizabeth, Jihoo / 編曲：tasuku）
40thシングルのカップリング曲。
5. HANDs  (5:26)
（作詞：Kenn Kato / Rap詞：Mitsuhiro Hidaka / 作曲：五戸力 / 編曲：ats-）
配信限定シングル。
6. Love (5:35)
（作詞・作曲：多胡邦夫 / Rap詞：Mitsuhiro Hidaka / 編曲：ats-）
39thシングル。
7. V.O.L (3:54)
（作詞：BOUNCEBACK / 作曲：Chris Hardin / 編曲：日比野裕史）
新録曲。Voice Of Loveの頭文字である。
8. autumn orange (5:03)（西島・宇野・浦田・日高・伊藤）
（作詞：KAJI KATSURA / Rap詞：Mitsuhiro Hidaka / 作曲：APAZZI / 編曲：水上裕規）
新録曲。
9. 風に薫る夏の記憶 (5:08)
（作詞：森月キャス / Rap詞：Mitsuhiro Hidaka / 作曲：大西克巳 / 編曲：清水武仁）
41stシングルのカップリング曲。
10. さよならの前に (5:26)
（作詞：森月キャス / Rap詞：Mitsuhiro Hidaka / 作曲：丸山真由子 / 編曲：清水武仁）
42ndシングル。
11. Wake up! (3:43)
（作詞：leonn / Rap詞：Mitsuhiro Hidaka / 作曲・編曲：日比野裕史)
41stシングル。

### DVD
1. Love [Music Clip]
2. Wake up! [Music Clip]
3. 風に薫る夏の記憶 [Music Clip]
4. さよならの前に [Music Clip]
5. Love [Music Clip Making]
6. Wake up! [Music Clip Making]
7. さよならの前に [Music Clip Making]